# Nikolaï Nadejdine
Pour les articles homonymes, voir Nadejdine.
Nikolaï Ivanovitch Nadejdine ou Nadiéjdine (en russe : Никола́й Ива́нович Наде́ждин, né le 17 octobre 1804 dans la région de  Riazan, mort le 23 janvier 1856 à Saint-Pétersbourg) est un critique littéraire, journaliste et philosophe russe, l'éditeur du journal Le Télescope (1831-1836).

## Biographie
Il avait débuté en 1828 dans Le Messager de l'Europe (Вестник Европы) sous le pseudonyme de Niédooumko (Недоу́мко).
Un vaste savoir lui permettait d'aborder études morales, historiques, philosophie et ethnographie.
Comme critique littéraire, il passa longtemps pour un charlatan, détracteur pédant de Pouchkine. Il avait, en effet, jugé assez sévèrement les premières œuvres du poète, fruit de l'inspiration byronienne. Par contre, il fut un des premiers à applaudir Boris Godounov. 
Élève d'Oken et de Schelling, il parla en Russie de l'idée comme âme de toute création artistique et de l'art comme association de la forme et de l'idée. Le premier, il sut y concevoir que la littérature comme expression de la conscience nationale est une des forces qui conduisent les peuples dans la voie de leur développement naturel.
En 1836, la publication de l’une des fameuses Lettres philosophiques de Tchaadaïev (publiées en français) dans le Télescope valut à la revue la fermeture définitive et à Nadejdine l'exil, tandis que le censeur Alexeï Boldyrev perdait ses fonctions à l'Université de Moscou dont il était le recteur.

## Sources
- K. Valiszewski, Littérature russe, Paris, A. Colin, 1900